# Uleomyces mirabilis
Uleomyces mirabilis är en svampart som först beskrevs av Henn., och fick sitt nu gällande namn av Arx 1963. Uleomyces mirabilis ingår i släktet Uleomyces och familjen Cookellaceae.   Inga underarter finns listade i Catalogue of Life.